# Рейнольдс (Небраска)
Рейнольдс (англ. Reynolds) — селище (англ. village) в США, в окрузі Джефферсон штату Небраска. Населення — 57 осіб (2020).

## Географія
Рейнольдс розташований за координатами 40°3′35″ пн. ш. 97°20′9″ зх. д. / 40.05972° пн. ш. 97.33583° зх. д. (40.059811, -97.335947).  За даними Бюро перепису населення США в 2010 році селище мало площу 0,65 км², уся площа — суходіл.

## Демографія
Згідно з переписом 2010 року, у селищі мешкало 69 осіб у 40 домогосподарствах у складі 16 родин. Густота населення становила 106 осіб/км².  Було 46 помешкань (71/км²).
Расовий склад населення:
| - 100,0 % — білих |

До двох чи більше рас належало 0,0 %. Частка іспаномовних становила 0,0 % від усіх жителів.
За віковим діапазоном населення розподілялося таким чином: 18,8 % — особи молодші 18 років, 52,2 % — особи у віці 18—64 років, 29,0 % — особи у віці 65 років та старші. Медіана віку мешканця становила 51,2 року. На 100 осіб жіночої статі у селищі припадало 86,5 чоловіків;  на 100 жінок у віці від 18 років та старших — 86,7 чоловіків також старших 18 років.
Середній дохід на одне домашнє господарство  становив 25 247 доларів США (медіана — 20 750), а середній дохід на одну сім'ю — 27 971 долар (медіана — 21 250). За межею бідності перебувало 27,1 % осіб, у тому числі 0,0 % дітей у віці до 18 років та 26,7 % осіб у віці 65 років та старших.
Цивільне працевлаштоване населення становило 22 особи. Основні галузі зайнятості: освіта, охорона здоров'я та соціальна допомога — 59,1 %, інформація — 13,6 %, виробництво — 9,1 %, мистецтво, розваги та відпочинок — 9,1 %.